# Phanoperla pumilio
Phanoperla pumilio és una espècie d'insecte plecòpter pertanyent a la família dels pèrlids que es troba a Borneo, incloent-hi Brunei.